# Sainte-Christie
Sainte-Christie är en kommun i departementet Gers i regionen Occitanien i sydvästra Frankrike. Kommunen ligger i kantonen Auch-Nord-Ouest som tillhör arrondissementet Auch. År 2022 hade Sainte-Christie 542 invånare.

## Befolkningsutveckling
Antalet invånare i kommunen Sainte-Christie
Referens:INSEE